# Jean-Claude Wuillemin
Jean-Claude René André Désiré Wuillemin (* 22. Juni 1943 in Plougasnou; † 2. November 1993 in Rouen) war ein französischer Radrennfahrer.

## Sportliche Laufbahn
Wuillemin war im Straßenradsport aktiv. Er war Teilnehmer der Olympischen Sommerspiele 1964 in Tokio. Im Mannschaftszeitfahren kam der französische Straßenvierer mit Marcel-Ernest Bidault, Georges Chappe, André Desvages und Jean-Claude Wuillemin auf den 6. Rang.
Im Einzelrennen der UCI-Straßen-Weltmeisterschaften 1962 wurde er 6. 1964 gewann er das Etappenrennen Tour du Roussillon mit einem Etappensieg und wurde Dritter im Saisoneröffnungsrennen Paris–Ézy. 1965 wurde er Berufsfahrer im Radsportteam Ford France-Gitane und blieb bis 1967 als Radsprofi aktiv. In seiner ersten Saison als Profi holte er einen Etappensieg in der Vuelta a España. In der Gesamtwertung belegte er beim Sieg von Rolf Wolfshohl den 8. Platz. 1967 gewann er die Punktewertung bei Paris–Nizza.